# Campeonato de Kazajistán de fútbol sala 2022-23
La temporada 2023−24 del Campeonato de Kazajistán de fútbol sala es la edición 25 del Campeonato de Kazajistán de fútbol sala. La competición se encuentra organizada bajo la Federación de Fútbol de Kazajistán. Se disputa con 10 clubes.

## Equipos participantes
| Equipo             | Ciudad      | Provincia             |
| ------------------ | ----------- | --------------------- |
| Astana Futsal      | Astaná      | Astaná                |
| MFC Aktobe         | Aktobé      | Aktobé                |
| Atyrau             | Atirau      | Atirau                |
| Ayat               | Roudny      | Kostanái              |
| Baiterek Uralsk    | Oral        | Kazajistán Occidental |
| Jastar Taldykorgan | Taldykorgan | Jetisu                |
| Kairat Almatý      | Alma Ata    | Alma Ata              |
| Caspiy Aktáu       | Aktau       | Mangystau             |
| Ordabasy           | Shymkent    | Shymkent              |
| Rahmet Aktobé      | Aktobé      | Aktobé                |

## Temporada regular
| Pos. | Equipos            | PJ | PG | PE | PP | GF  | GC  | Dif. | PTS | Clasificación |
| ---- | ------------------ | -- | -- | -- | -- | --- | --- | ---- | --- | ------------- |
| 1º   | Kairat Almatý      | 36 | 34 | 1  | 1  | 227 | 70  | +157 | 103 | Playoffs      |
| 2º   | Ayat               | 36 | 24 | 2  | 10 | 161 | 119 | +42  | 74  | Playoffs      |
| 3º   | MFC Aktobe         | 36 | 21 | 4  | 11 | 129 | 97  | +32  | 67  | Playoffs      |
| 4º   | Atyrau             | 36 | 17 | 5  | 14 | 107 | 108 | −1   | 56  | Playoffs      |
| 5º   | Rahmet Aktobé      | 36 | 16 | 5  | 15 | 95  | 99  | −4   | 53  | Playoffs      |
| 6º   | Baiterek Uralsk    | 36 | 14 | 4  | 18 | 131 | 132 | −1   | 46  | Playoffs      |
| 7º   | Caspiy Aktáu       | 36 | 12 | 3  | 21 | 112 | 147 | −35  | 39  | Playoffs      |
| 8º   | Astana Futsal      | 36 | 11 | 6  | 19 | 93  | 125 | −32  | 39  | Playoffs      |
| 9°   | Ordabasy           | 36 | 8  | 3  | 25 | 93  | 159 | −66  | 27  |               |
| 10º  | Jastar Taldykorgan | 36 | 3  | 7  | 26 | 81  | 173 | −92  | 16  |               |

## Playoffs

### Cuartos de final
| Fechas         | Equipo 1      | Serie | Equipo 2        | Juego 1 | Juego 2 | Juego 3 | Equipo clasificado |
| -------------- | ------------- | ----- | --------------- | ------- | ------- | ------- | ------------------ |
| 2 y 7 de abril | Kairat Almatý | 2−0   | Astana Futsal   | 10−4    | 6−3     | −       | Kairat Almatý      |
| 2 y 7 de abril | Ayat          | 2−0   | Caspiy Aktáu    | 7−2     | 5−0     | −       | Ayat               |
| 2 y 7 de abril | MFC Aktobe    | 1−1   | Baiterek Uralsk | 3−0     | 3−4     | −       |                    |
| 2 y 7 de abril | Atyrau        | 2−0   | Rahmet Aktobé   | 4−3     | 5−4     | −       | Atyrau             |

### Semifinales
| Fechas      | Equipo 1      | Serie | Equipo 2 | Juego 1 | Juego 2 | Juego 3 | Equipo clasificado |
| ----------- | ------------- | ----- | -------- | ------- | ------- | ------- | ------------------ |
| Por definir | Kairat Almatý | −     |          | −       | −       | −       |                    |
| Por definir | Ayat          | −     |          | −       | −       | −       |                    |

### Finales
| Fechas      | Equipo 1        | Global | Equipo 2        | Juego 1 | Juego 2 | Juego 3 | Campeón |
| ----------- | --------------- | ------ | --------------- | ------- | ------- | ------- | ------- |
| Por definir | 1.° Clasificado | −      | 2.° Clasificado | −       | −       | −       |         |